# Abiward
Abiward és una ciutat de Turkmenistan, part d'un oasi amb Nasa, Baward i altres llocs.

## Història
Ja en temps dels reis aquemènides s'hi va establir una fortalesa per defensa dels atacs des de l'estepa que la llegenda atribueix a Baward inb Gudarz, un feudatari de Kai Kabus. Fou l'antiga capital del districte d'Apaortene i bressol de la dinastia arsàcida dels parts. Al començament del període cristià Isidor de Carax l'esmenta amb el nom de Apauarktike junt amb la inaccessible vila de Dara, construïda per Arsak (Arsaces). Sota els sassànides hi havia una important comunitat cristiana i un sínode nestorià presidit pel catolicós Josep s'hi va fer el 553; en aquest any la ciutat tenia bisbe que servia a la propera fortalesa persa de Shahr-i Firuz; la regió va restar dividida en petits principats; Ibn Khurdadhib ha conservat el nom dels reis de Sarakhs (Zadoya), de Nasa (Abraz) i d'Abiward (B.hmiya).
En temps de la conquesta musulmana hi havia un marzban persa que governada Nixapur, Tus, Nasa, i Abiward. Hi va arribar Abd Allah ibn Amir ibn Kuraysh el 651/652 i el governador local (azim) va pagar tribut (400.000 dirhams); la ciutat va quedar en mans dels magnats locals o dehqan amb una guarnició àrab (segurament absent entre 656 i 662). Kutayba ibn Muslim va reunir a Merv tropes procedents d'Abiward per la seva expedició de l'hivern del 708 al 709 contra el príncep heftalita Tarkan Nizak del Tukharistan
Sota Harun ar-Raixid (786-809) es va revoltar a Abiward un home de nom Abu l-Kasib contra el governador Ali ibn Isa ibn Mahan (796-806); després dels tahírides del Khorasan va estar en mans dels samànides i dels safàrides, per retornar als samànides. Un dels darrers samànides Nuh II ben Mansur (976-997) va cedir la ciutat i comarca als afrigides de Coràsmia en recompensa per la seva ajuda contra els karakhànides que havien ocupat Bukharà el 992, però el governador samànida de Khurasan, Abu Ali Simdjuri, no la va voler entregar.
El 1004 Ismaïl II ibn Nuh al-Múntasir (999-1005) va intentar establir a Abiward una línia de defensa amb l'ajut dels turcs oghuz, però fou derrotat per les forces de Coràsmia; després de la caiguda dels samànides els turcs nòmades van pressionar cap aquesta regió i Mahmud de Gazni el 1025 va haver d'admetre l'assentament de quatre mil famílies turques a les zones de Sarakhs, Abiward i Farawa; el 1027 els habitants de Nasa i Abiward es queixaven al sultà de la violència dels turcs a la zona; progressivament la zona va esdevenir de majoria turca.
Després de pertànyer als mongols i dins el kanat Il-kan, a la descomposició d'aquest va passar als mongols Djun Ghurbani (Čun Ḡurbānī) dirigits per Arghun Shah que van construir una confederació amb centre a Tus, Merv i altres oasis i ciutat de l'estepa. Al segle xvi, sota Abbas I el Gran la regió no era part de Pèrsia i pertanyia als uzbeks xibànides portant el nom d'Atak (Atäk).
Sota Nadir Shah, originari d'aquesta regió, Atak fou el lloc d'inici de la seva carrera; bon nombre de famílies de Pèrsia van ser enviades aquí en exili; després de la mort de Nadir el 1747 la regió va passar a dependre dels kans de Khivà fins al 1885 quan es va delimitar la frontera russo-persa i va quedar en zona russa i Atak va passar a formar part del Turquestan Rus.

## Arqueologia
Excavacions arqueològiques a l'antiga ciutat de Kuhna-Abiward s'han fet al segle passat a uns 8 km a l'oest de l'estació de Kahka amb una superfície de 12000 m2; també s'ha excavat l'antiga fortalesa de Kuhna-Kahkaha, reconstruïda per Tamerlà el 1382. A 22 km al sud hi ha les ruïnes de Khiwa-abad poblada per Nadir Shah de presoners alliberats després de la conquesta de Khivà; i a 17 km al sud-est de l'estació d'Artik hi ha les ruïnes de la vila de Čoghondur. A més es troben nombrosos kurghans o munts. Alguns d'aquests llocs remunten a l'època arsàcida.